# Zuzana Stohelitská
Zuzana Stohelitská neboli vévodkyně Zuzana ze Sto Helit (také zvaná Smrt Zuzanka) je vnučkou jedné z nej(ne)populárnějších postav světa Zeměplochy (série knih Terryho Pratchetta) vůbec – Smrtě.
Ve filmu Otec prasátek ji hrála britská herečka Michelle Dockeryová.
Je dcerou Morta a Ysabell. Ysabell je adoptivní dcera Smrtě, Mort byl krátce jeho učedníkem. Vzhledem ke svému věku (Ysabell bylo již přes 30 let šestnáct – ve Smrťové říši totiž neplyne čas) se do sebe zamilovali, opustili Smrtě a stali se vévodou a vévodkyní ze Sto Helit. Zuzana je jejich jedinou dcerou.
V dobré víře se Zuzanini rodiče snažili uchránit ji před nebezpečím nadpřirozených jevů, a tak poslali Zuzanku (jak ji zamlada říkali) do internátní školy, když se ale v knize Těžké melodično Smrť rozhodne opustit svůj úřad, krysí Smrť Zuzanku najde, a tak se dívka dozví pravdu o svém dědečkovi. Na zeměploše totiž dědičnost není jen o genetice a Zuzana zdědila po svém dědečkovi část jeho zvláštních schopností. V knize se také zamiluje do hudebníka Imp y Cilina.
V knize Otec prasátek se Zuzana stává vychovatelkou s velmi zvláštním přístupem k bubákům. Dětem také čte zajímavé, i když trochu obtížné knihy, jako například Válečná tažení generála Taktika. Po počátečním odmítání se smířila s tím, v jakém světě žije, i když z toho není nijak nadšená.
V dalším Zeměplošském románu Zloděj času Zuzana rozvíjí své metody výuky jako učitelka. Dokáže, aby si děti oblíbily i předměty jako zeměpis a historie, i když to pro rodiče znamená prát skvrny od krve a bahna z šatů žáků. V této knize se Zuzana opět zamiluje, tentokrát do mladého mnicha Lobsanga Loudy – avšak jí není dopřáno mnoho příležitostí k dalšímu rozvíjení vztahu, protože se Lobsang na konci knihy stane Časem.